# Mocăniță

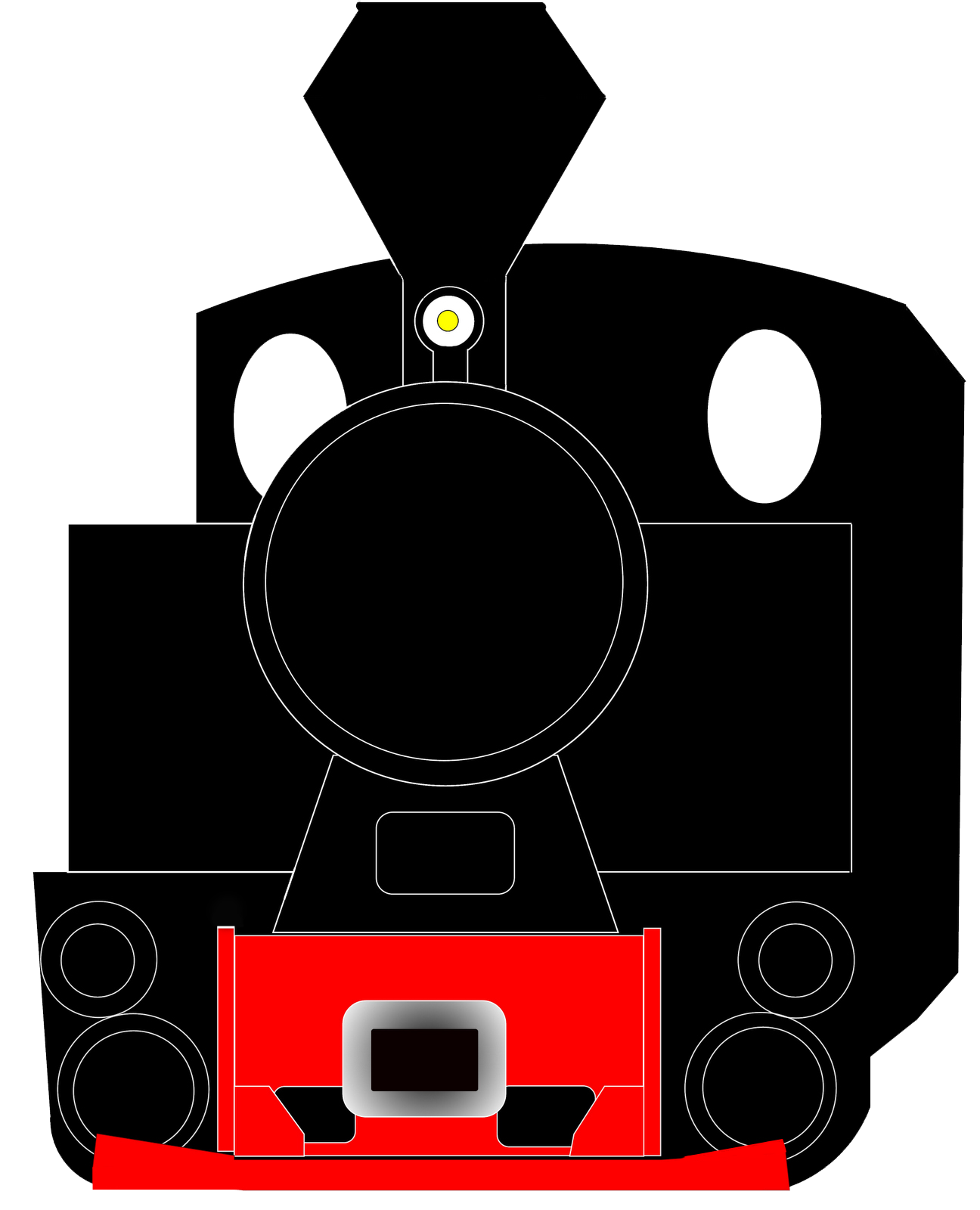
Locomotivă cu abur, model Reșița serie 764 400

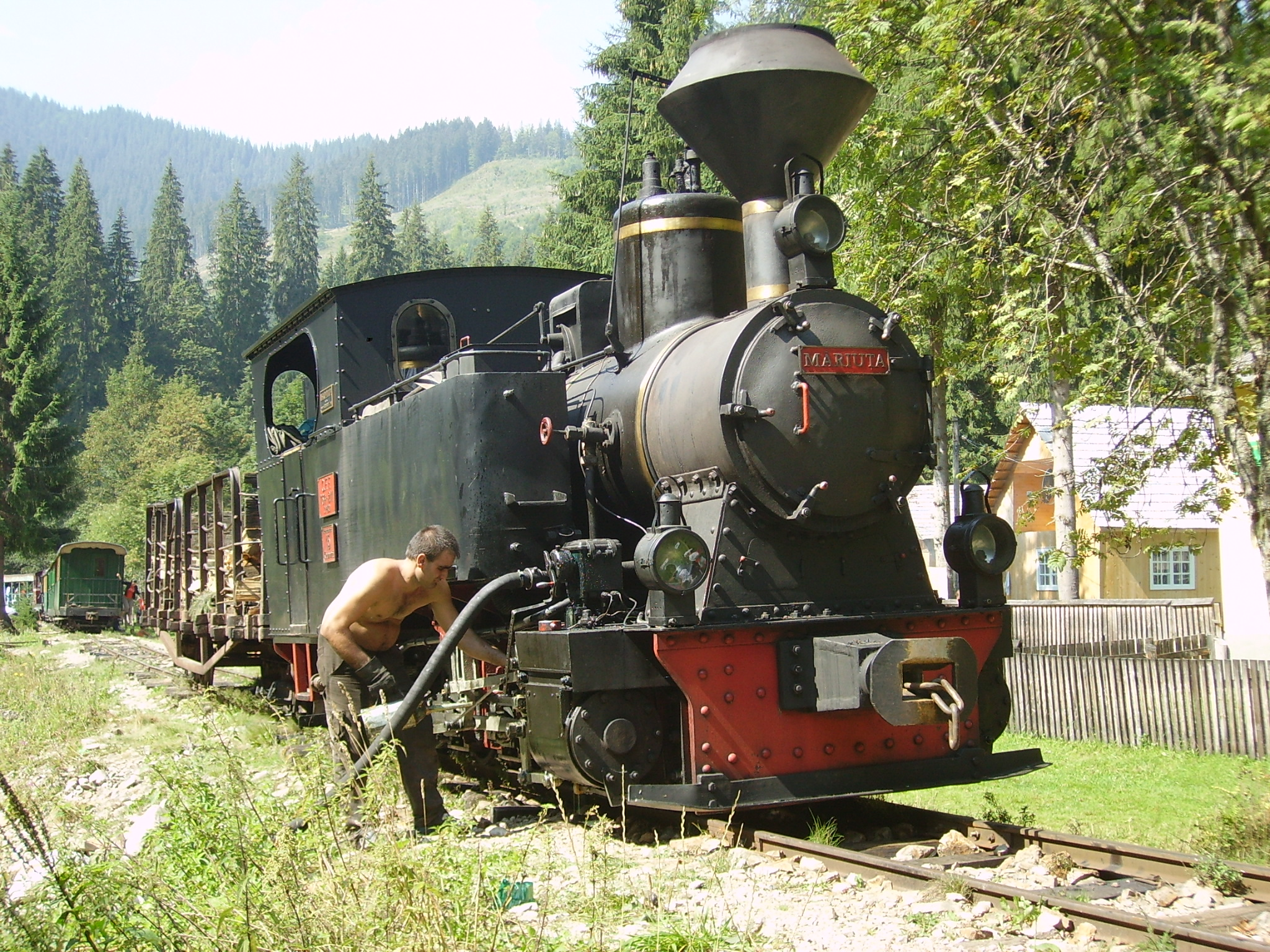
Mocăniță pe traseul Vișeului de Sus

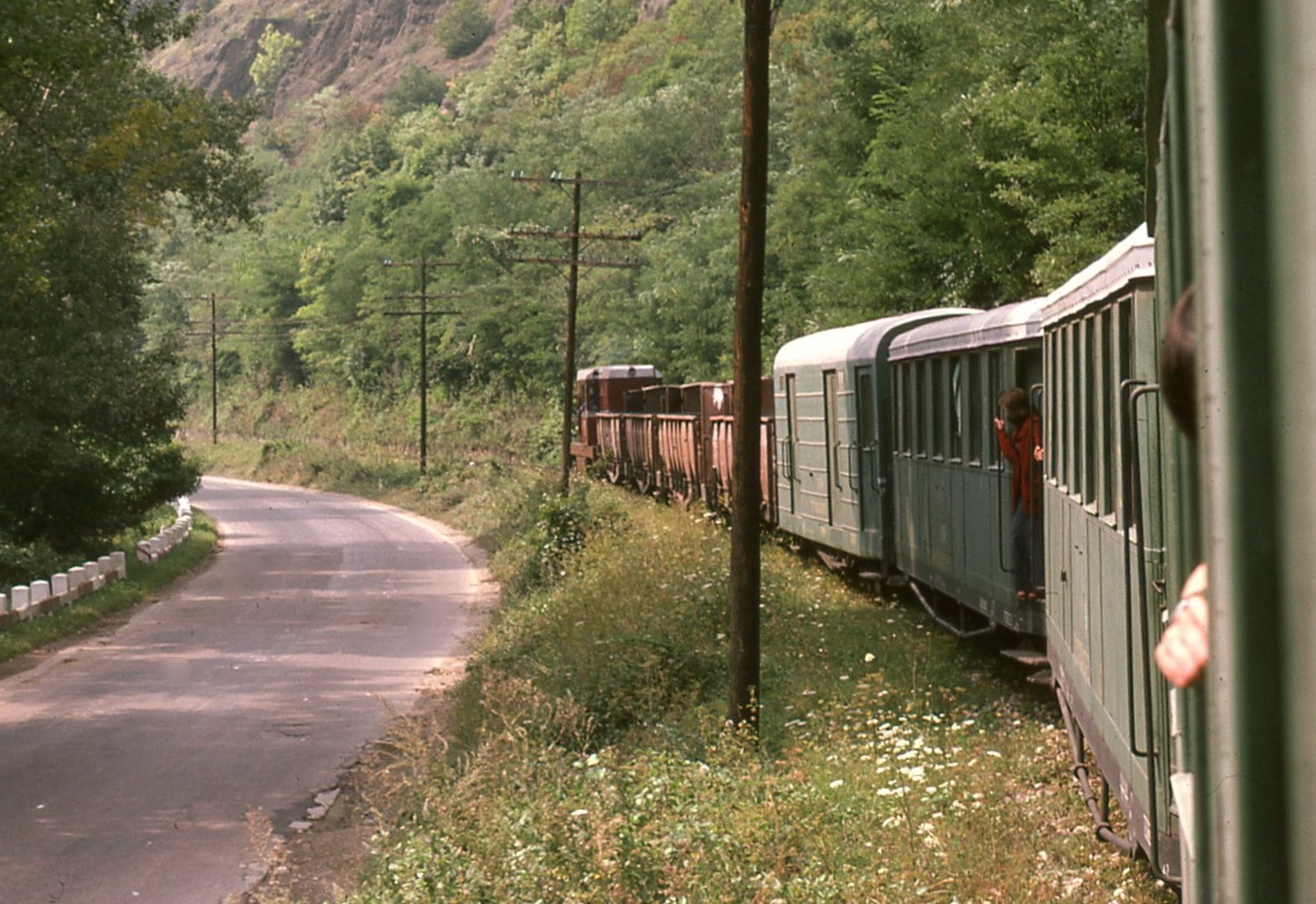
Mocăniță mixtă pe linia Turda-Abrud (august 1978)

Mocănița este denumirea generică dată unui tren de linie îngustă, care circulă de regulă în regiuni de munte.

## Mocănițele din România
Cele mai cunoscute „mocănițe” sunt:

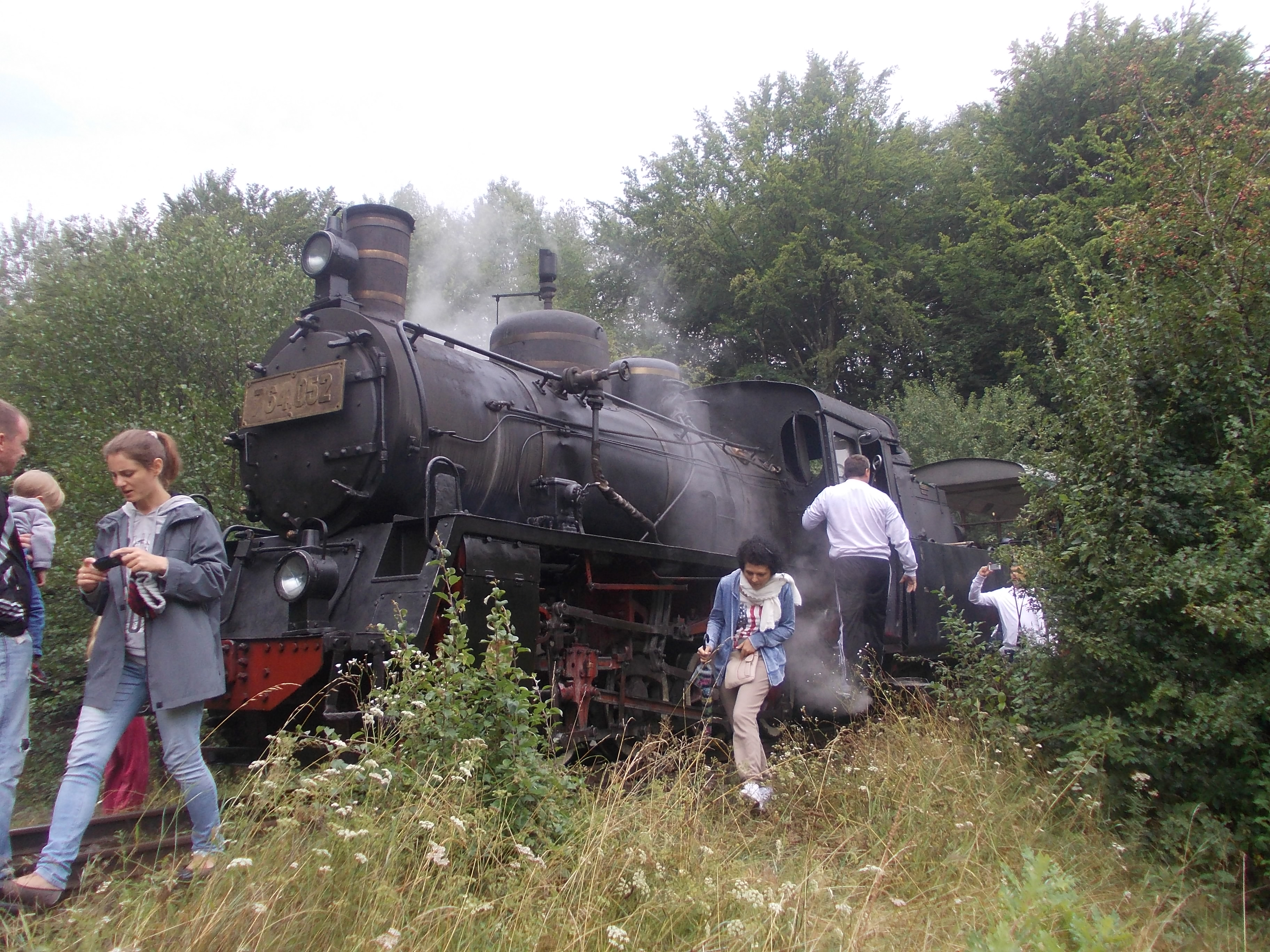
Mocăniță deraiată la Sovata

- Calea ferată forestieră pe ecartament îngust din județul Maramureș, care merge din Vișeu de Sus, pe Valea Vaserului, până în Carpați, la stația Coman, aproape de granița cu Ucraina.
- Calea ferată îngustă care traversează o parte din Munții Apuseni, în lungime de 94 km, între orașele Turda și Abrud a luat ființă între anii 1910-1912 (numită „mocăniță” datorită faptului că unii localnici din zonă erau cunoscuți și sub numele de „mocani”). Mocănița s-a dat în funcțiune oficial la data de 20 iunie 1912 și a fost scoasă din uz în anul 1998. În anul 2006 porțiunea Mocăniței de pe teritoriul județului Alba a fost înscrisă pe lista monumentelor istorice din județul Alba, elaborată de Ministerul Culturii și Patrimoniului Național din România în anul 2010 (cod: AB-II-a-B-20914) sub numele „Ansamblul Calea Ferată Îngustă Abrud-Vidolm“. Linia îngustă avea în anul 1956 un număr de 22 de stații, din care 4 gări (Turda, Baia de Arieș, Câmpeni, Abrud) și 18 halte: Turda-Transbordare, Mihai Viteazu, Cornești, Moldovenești, Buru, Ocolișel, Vidolm, Ocoliș, Lunca Arieșului, Poșaga, Sălciua, Brăzești, Sartăș, Hădărău, Lupșa, Mușca, Bistra și Roșia Montană. Între Turda și Cîmpeni au fost 22 de treceri la nivel cu cale ferată, cu și fără barieră. Trenul trecea prin 2 tuneluri: tunelul I: 46°30'13" N  23°37'20" E și tunelul II: 46°25'40" N  23°27'44" E. În ultimii ani pe această rută circulau zilnic (dus-întors) 3 trenuri: un accelerat (cu 2 clase) și 2 personale (cu 2 clase). Trenul accelerat parcurgea cei 94 km în cca 5 ore și 30 minute (oprind în numai 6 stații), iar cele personale în cca 6 ore și 30 minute (oprind în toate stațiile). Mocănița oprea însă și între stații, când pasagerii ocazionali făceau semne cu mâna. În anul 2014 Ministerul Culturii a declarat „Mocănița” pe întreg traseul său (Turda-Abrud) drept monument istoric[1]. Se preconizează prin aceasta, pe baza unor ajutoare din partea UE, repunerea în circulație a Mocăniței în următorii ani.
- Calea ferată îngustă de pe valea Hârtibaciului, care leagă orașele Sibiu și Agnita. În trecut aceasta ajungea până la Sighișoara, însă tronsonul Agnita-Sighișoara a fost desființat în 1965. Ultimul tren a circulat în anul 2001, de atunci linia fiind trecută în conservare, dar un consorțiu local face demersuri pentru refacerea ei în scop turistic.
- Calea ferată minieră ardeleană, care leagă Hunedoara de „Ținutul Pădurenilor”[2]. Vagoanele mocăniței porneau de la Castelul Corvinilor și, după aproximativ 12 kilometri de drum pe viaducte, prin tunele și peste poduri construite în urmă cu peste 100 de ani, se opreau la furnalul de la Govășdia și continuau spre Retișoara[2]. Traseul conținea și cel mai vechi pod curb de cale ferată din România[3]. În toamna anului 2008, mocănițele hunedorene au fost trase definitiv pe linie moartă, după mai bine de 150 de ani în care traseul a fost folosit[2]. Deși era unul dintre cele mai frumoase trasee turistice care puteau fi valorificate la Hunedoara, calea ferată a fost tăiată și vândută la fier vechi[2].
- Trenuri de persoane sau de marfă au circulat între 1912-1997 și pe calea ferată îngustă Târgu Mureș–Praid[4], precum și pe calea ferată îngustă Slănic - Măneciu-Ungureni (1922-1938).
- „Mocănița Brad”. Linia pe care circulă mocănița Brad-Crișcior a fost construită în anul 1907 pentru transport de cărbune și a fost utilizată în acest scop până în anul 1998. Începând din 2001 linia este valorificată în scop turistic, pe ea circulându-se în fiecare an înainte de Crăciun, de Paște și de „Zilele Bradului”. Călătoria de 7 kilometri dintre Brad și Crișcior durează circa o jumătate de oră.
- „Mocănița Sovata” - locomotiva cu aburi pe un traseu de 14 km între Sovata și Câmpu Cetății, cu parcurs în 2 ore dus-întors.[4]

## Galerie de imagini

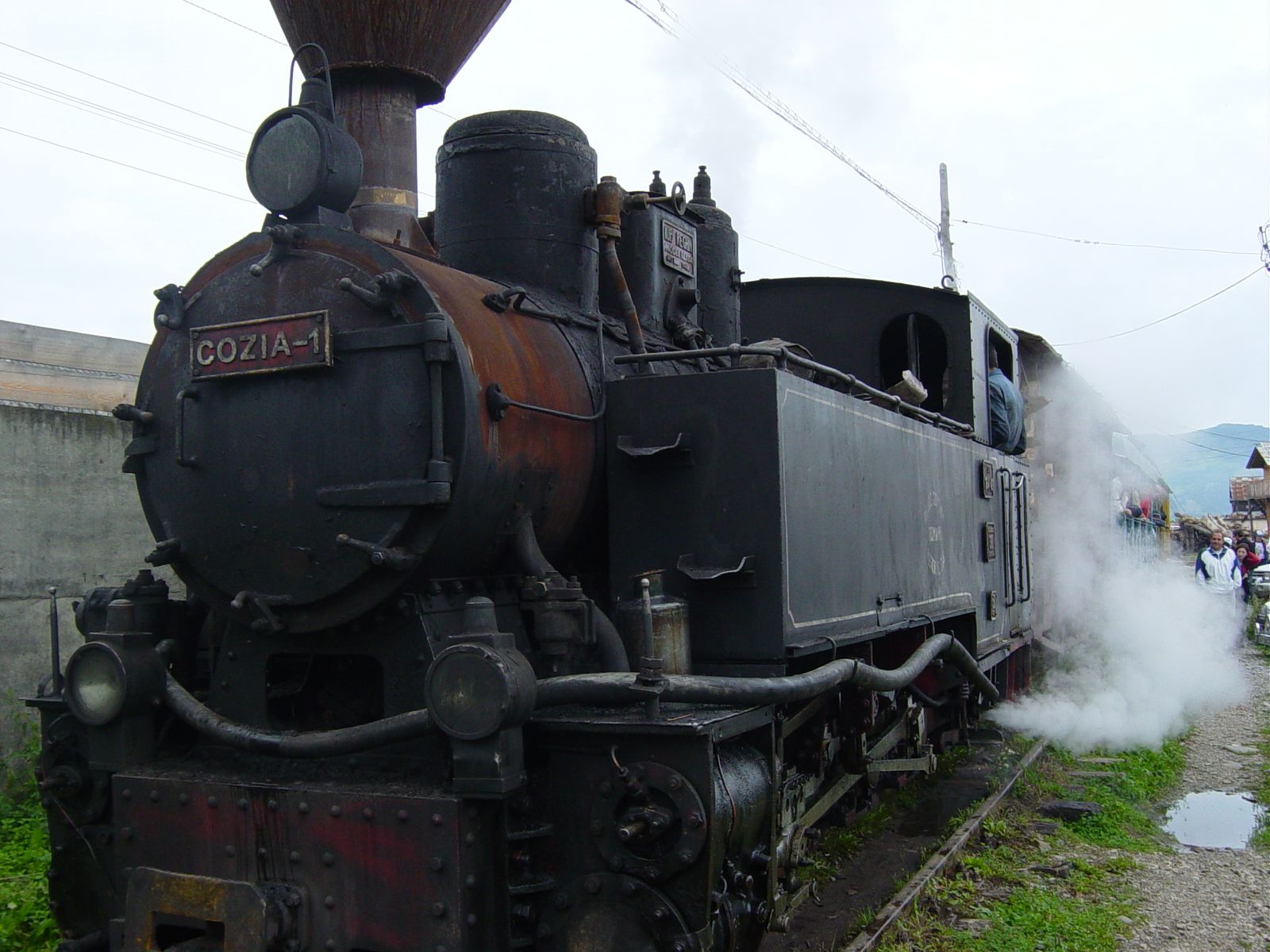
Vișeu de Sus (mocănița)
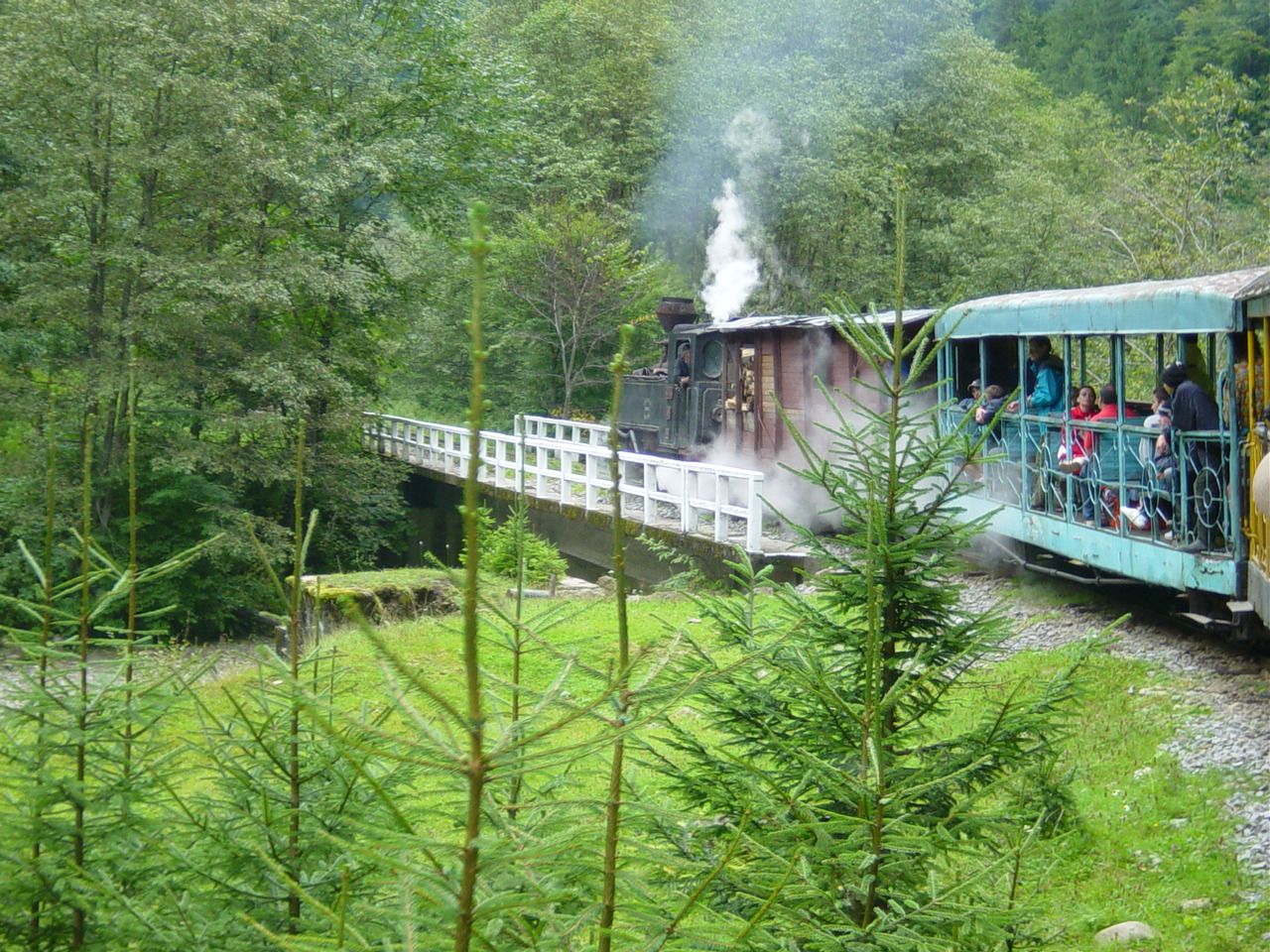
Vișeu de Sus (mocănița)
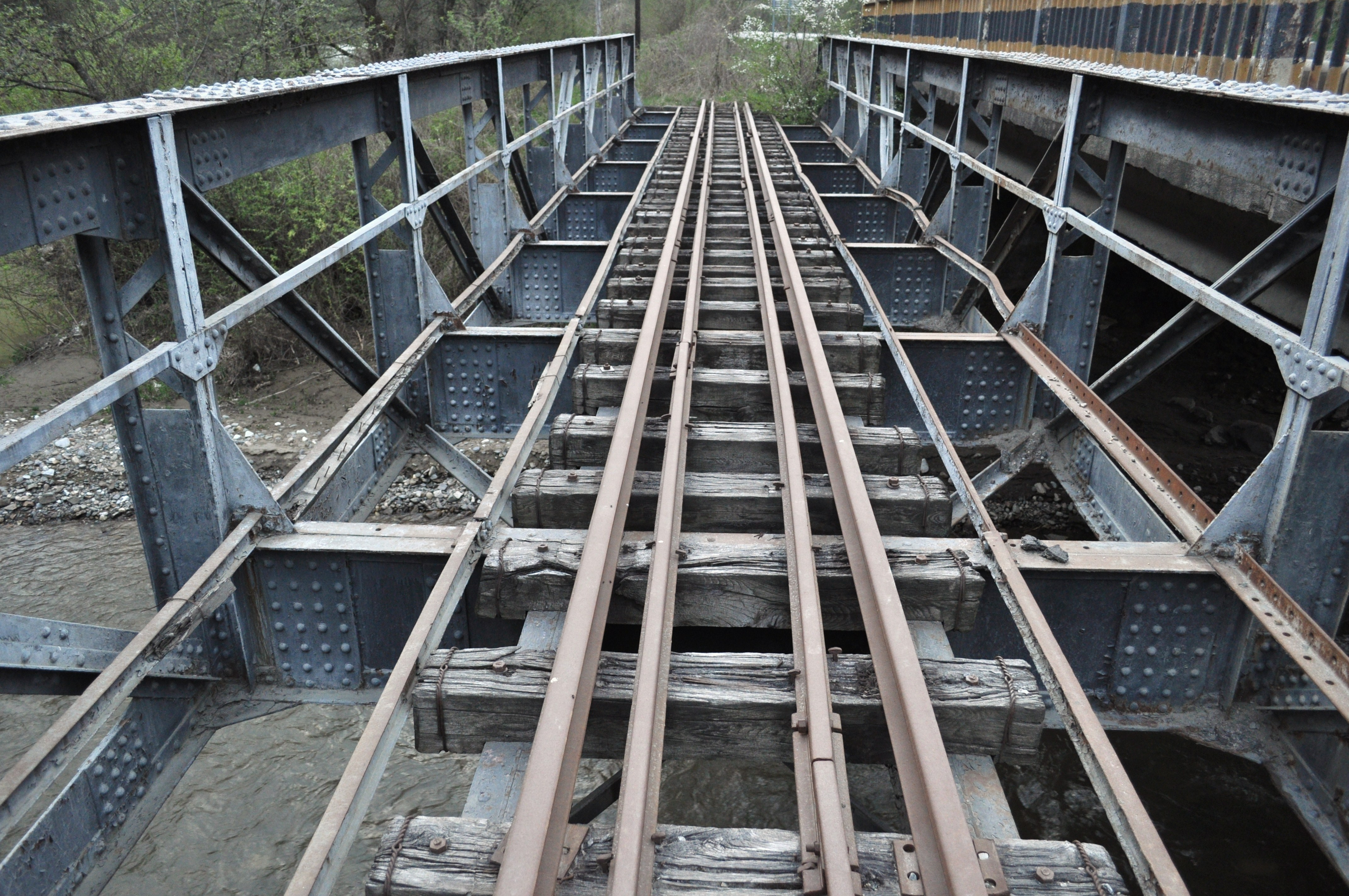
Vechiul pod de cale ferată de pe linia cu ecartament îngust Turda-Abrud
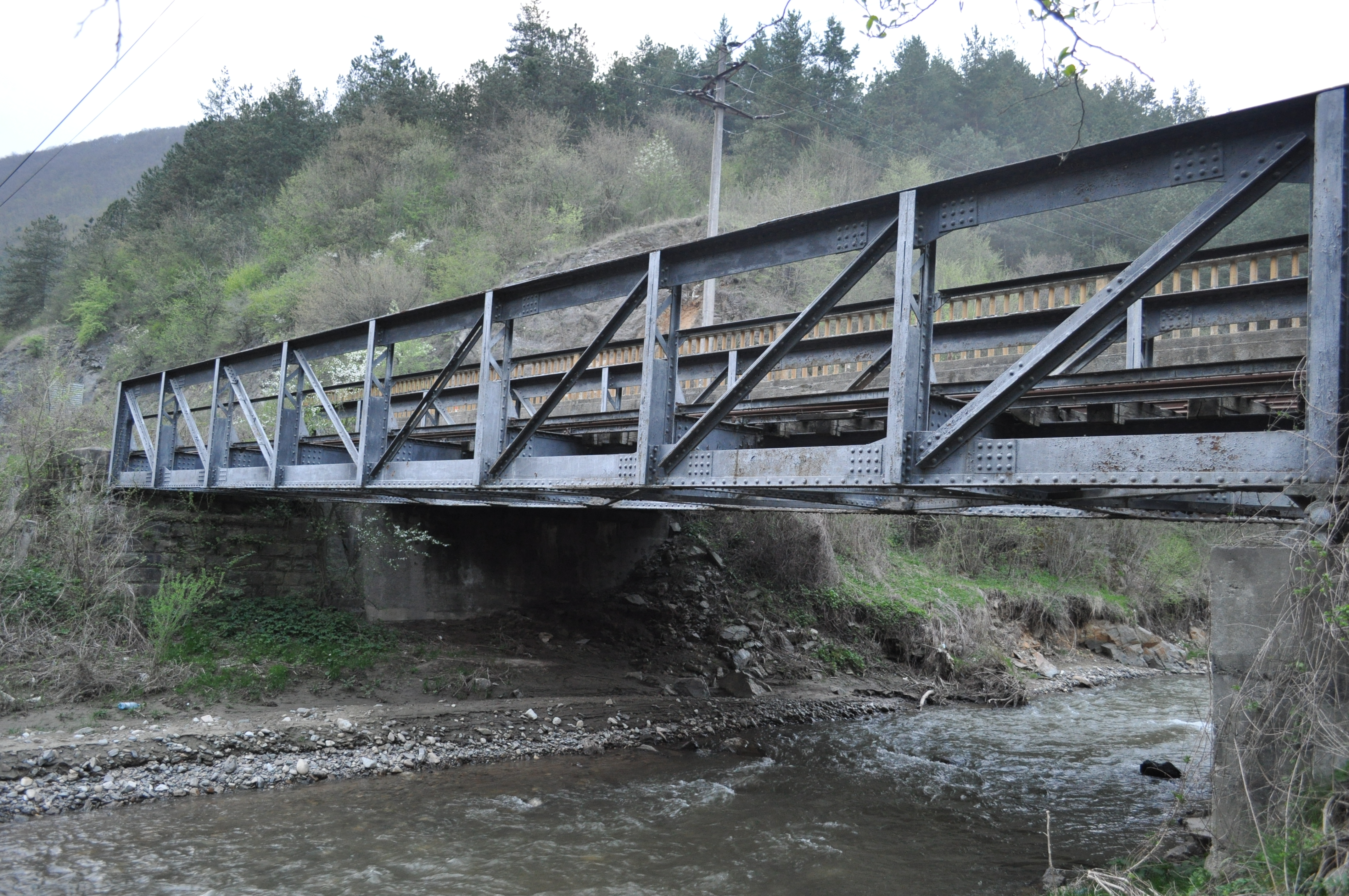
Vechiul pod de cale ferată de pe linia cu ecartament îngust Turda-Abrud
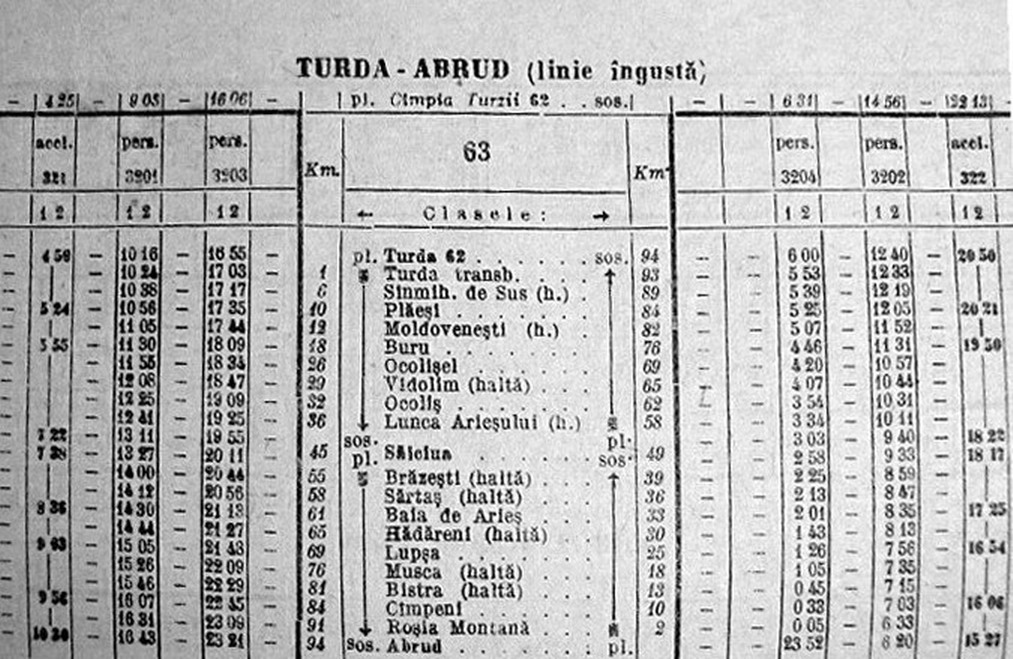
Mocănița Turda - Abrud (extras din vechiul Mers al Trenurilor, 1960)
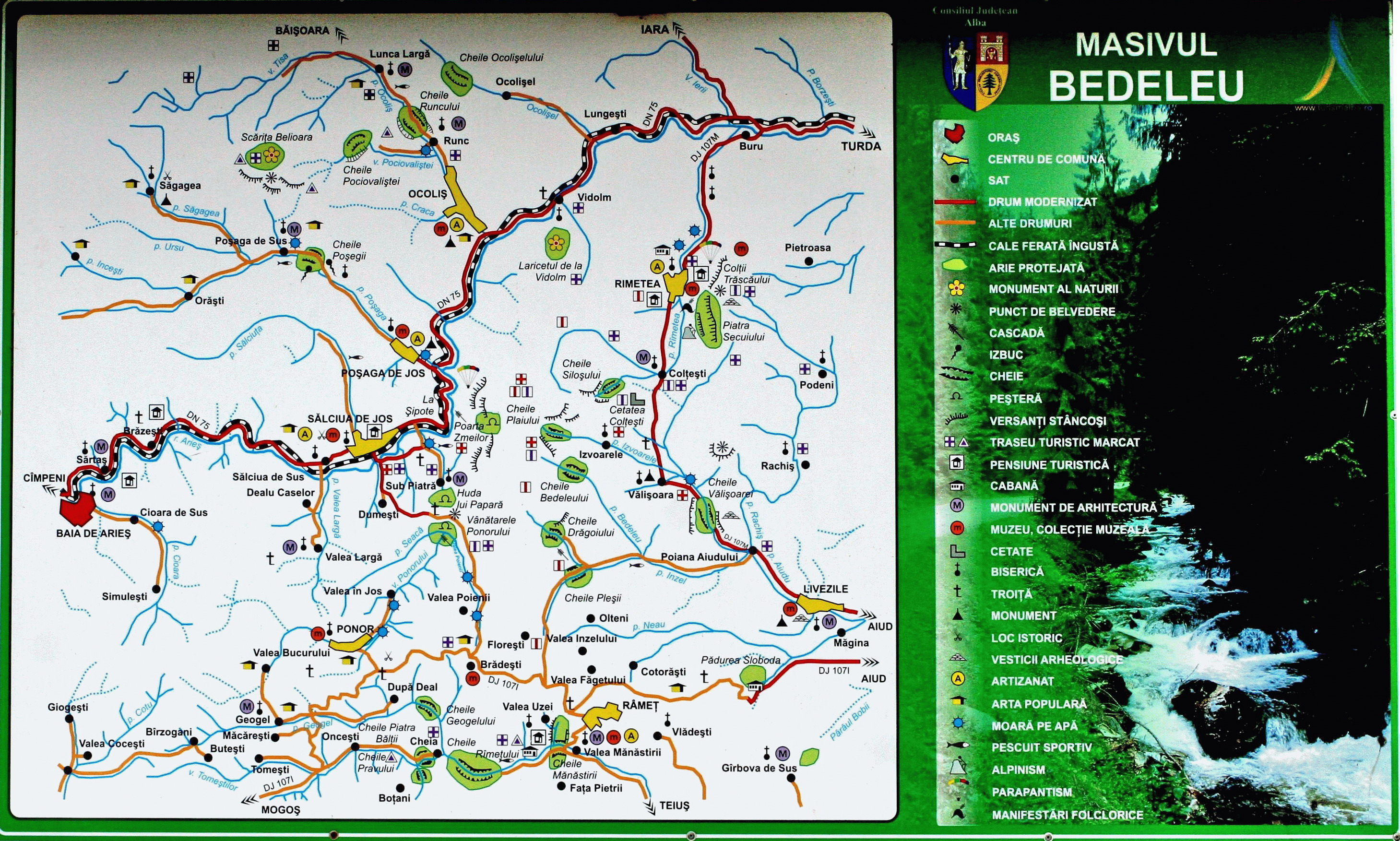
Traseul Mocăniței din Munții Apuseni între Turda și Baia de Arieș
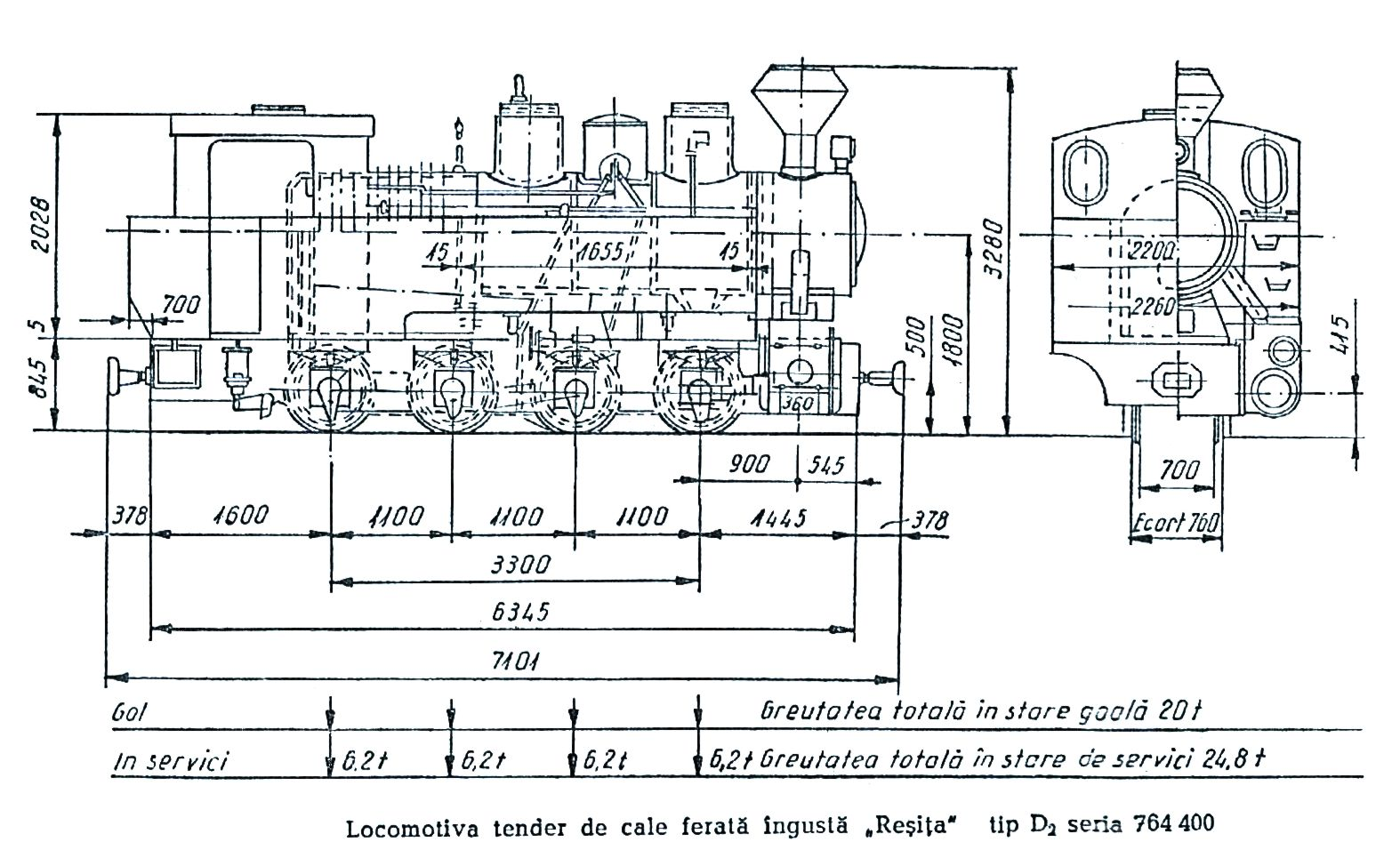
Schema locomotivei